# Guzew (województwo łódzkie)

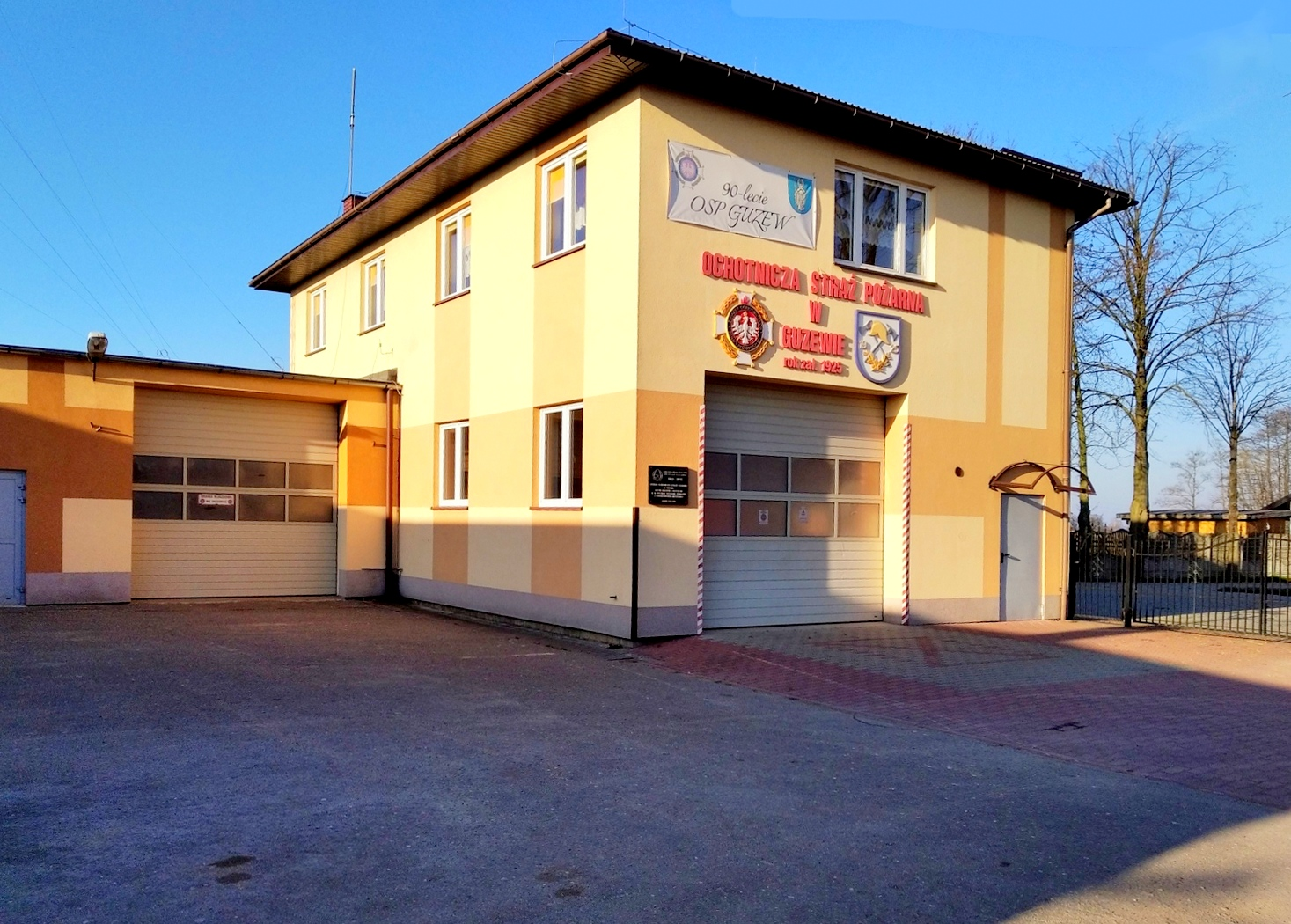
Remiza O.S.P.

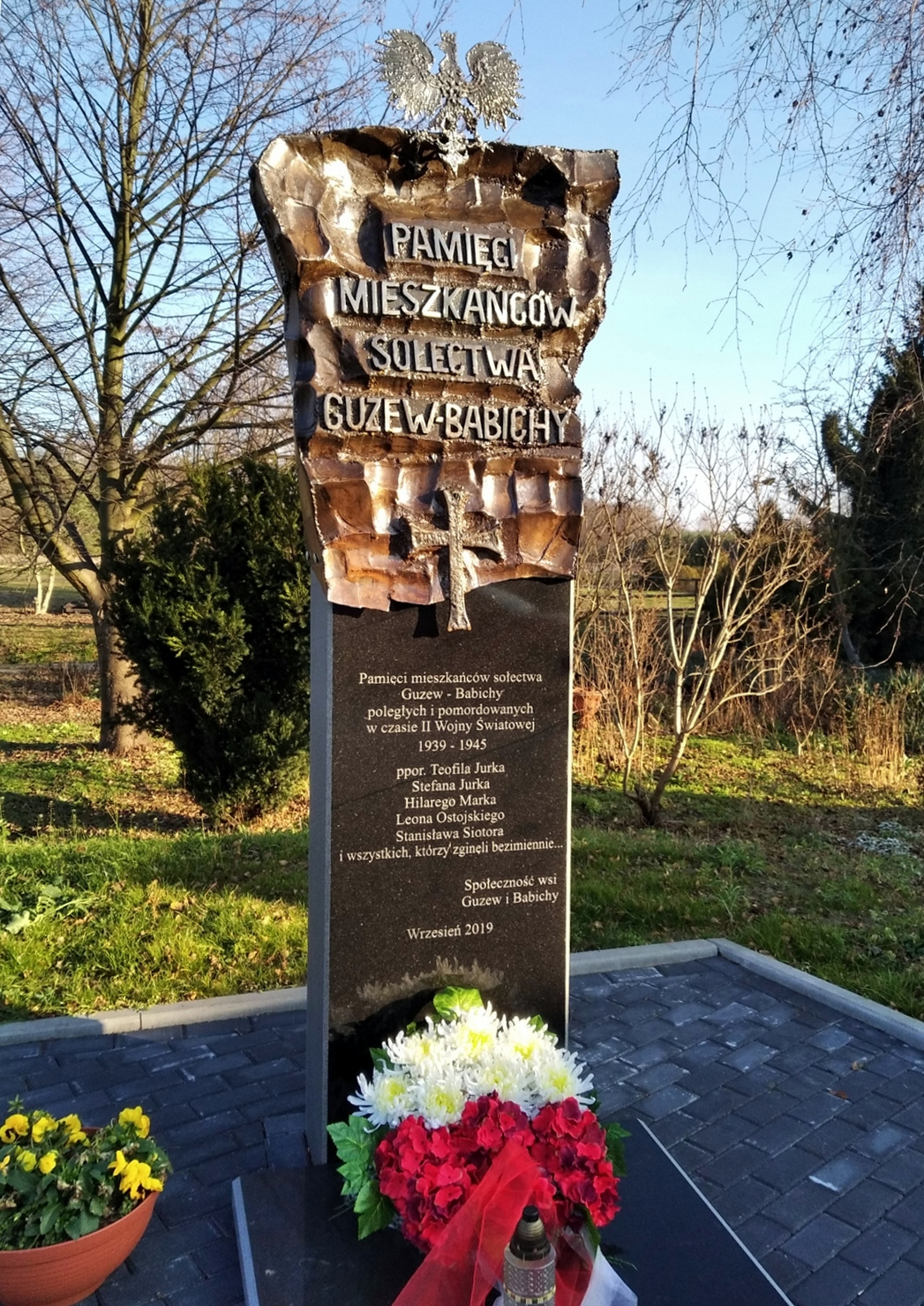
Pomnik Pamięci Mieszkańców Sołectwa Guzew - Babichy

Guzew – wieś w Polsce położona w województwie łódzkim, w powiecie łódzkim wschodnim, w gminie Rzgów.
Miejscowość powstała u schyłku XVI wieku. Pierwsza pisemna informacja pochodzi z 1606 roku i wymienia wieś pod nazwą Guzowie.
We wsi znajduje się szkoła podstawowa.
Miejscowość włączona jest do sieci autobusowej MZK Pabianice (linia T) oraz PKS Łódź (linie: 504, 515, 539, 704).
W latach 1975–1998 miejscowość administracyjnie należała do ówczesnego województwa łódzkiego.